# 구사나왕
구사나왕(久斯那王, ?~?)은 고구려가 멸망하자 일본으로 망명한 고구려 왕족이자, 기후미씨(黄文氏)의 시조이다.
《신찬성씨록》과 《산성국제번》의 고려조에는 기후미씨(黄文氏)가 고구려인 구사나왕으로부터 비롯되었다는 기록이 남아있다.